# Kamenná žena
Kamenná žena je přírodní památka v oblasti Štiavnické vrchy.
Nachází se v katastrálním území obce Príbelce v okrese Veľký Krtíš v Banskobystrickém kraji. Území bylo vyhlášeno či novelizováno v roce 1987 na rozloze 0,1100 ha. Ochranné pásmo nebylo stanoveno.